# Super Off Road
Super Off Road is een computerspel dat werd ontwikkeld door Leland Corporation en uitgegeven door Tradewest. Het spel kwam in 1989 uit als arcadespel en de NES.

## Platforms
| Jaar | Platform                                                     |
| ---- | ------------------------------------------------------------ |
| 1989 | Arcade, NES                                                  |
| 1990 | Amiga, Amstrad CPC, Atari ST, Commodore 64, DOS, ZX Spectrum |
| 1992 | Game Boy, Game Gear, SNES                                    |
| 1993 | Lynx, SEGA Master System                                     |
| 1994 | Sega Mega Drive                                              |

Het spel kwam beschikbaar voor GameCube, PlayStation 2, Xbox en Microsoft Windows onder de titel Midway Arcade Treasures.

## Ontvangst
| Beoordeeld door                       | Platform           | Datum           | Score |
| ------------------------------------- | ------------------ | --------------- | ----- |
| Computer and Video Games (CVG)        | DOS                | oktober 1990    | 94%   |
| Computer and Video Games (CVG)        | Amstrad CPC        | oktober 1990    | 94%   |
| Computer and Video Games (CVG)        | Atari ST           | oktober 1990    | 94%   |
| Sega Force                            | Game Gear          | 11 januari 1993 | 86%   |
| ACE (Advanced Computer Entertainment) | Amiga              | februari 1991   | 84%   |
| ACE (Advanced Computer Entertainment) | Commodore 64       | februari 1991   | 83%   |
| Defunct Games                         | SEGA Master System | 6 januari 2007  | 80%   |
| ASM (Aktueller Software Markt)        | Sega Mega Drive    | mei 1992        | 75%   |
| Total! (Duitsland)                    | SNES               | augustus 1993   | 60%   |
| Top Secret                            | DOS                | april 1992      | 60%   |